# Phasmophobia
A Phasmophobia egy indie túlélőhorror videójáték, amit a Kinetic Games fejlesztett és adott ki.

## Játékmenet
A játékos egy legfeljebb négytagú, városi szellemvadász csapat egyik tagját irányítja.
A küldetések során a játékosoknak különböző épületekbe kell elmenniük, például iskolákba és kórházakba.
A játékban huszonnégy típusú szellem kapott helyet, és mindegyik különböző tulajdonságokkal rendelkezik.
A játék célja nem az, hogy a játékosok elpusztítsák a szellemeket, hanem, hogy bizonyítékokat gyűjtsenek, és ezek alapján kiderítsék, milyen szellemmel van dolguk.
A játékosok a játékbeli rádión kommunikálhatnak egymással, amit a szellem hall, és reagálhat is rá.

## Fogadtatás
A Phasmophobia pozitív értékeléseket kapott. Rich Stanton a PC Gamer-nél az "eddigi legjobb szellemes játéknak" nevezte.
A Polygon egyik szerkesztője Cass Marshall szintén pozitívra értékelte.